# Ding Xia
Ding Xia (chinesisch 丁曉, Pinyin Dīng Xiá; * 13. Januar 1990 in Shijiazhuang, Provinz Hebei) ist eine chinesische Volleyballspielerin.
Ding spielt seit 2014 in der chinesischen Nationalmannschaft. 2015 wurde sie Asienmeisterin und siegte beim World Cup in Japan. Ein Jahr später gewann die Zuspielerin bei den Olympischen Spielen 2016 in Rio de Janeiro die Goldmedaille. 2018 gewann Ding mit der Nationalmannschaft bei der Nations League und bei der Weltmeisterschaft in Japan jeweils Bronze und siegte bei den Asienspielen in Jakarta. 2019 gewann sie erneut den World Cup in Japan.
Ding spielt seit 2009 bei Liaoning Brilliance Auto in der höchsten chinesischen Liga.
Ding wurde in ihrer Karriere vielfach als „Beste Zuspielerin“ ausgezeichnet.